# Fadżr
Fadżr (arab. ‏فجر‎) – modlitwa muzułmańska (salat), pierwsza w ciągu dnia, odmawiana między świtem i wschodem słońca, najlepiej ok. 45 minut przed wschodem słońca. Obejmuje dwa obowiązkowe rakaty.